# Anopheles patersoni
Anopheles patersoni este o specie de țânțari din genul Anopheles, descrisă de Alvarado și Heredia în anul 1947. Conform Catalogue of Life specia Anopheles patersoni nu are subspecii cunoscute.